# FGF8

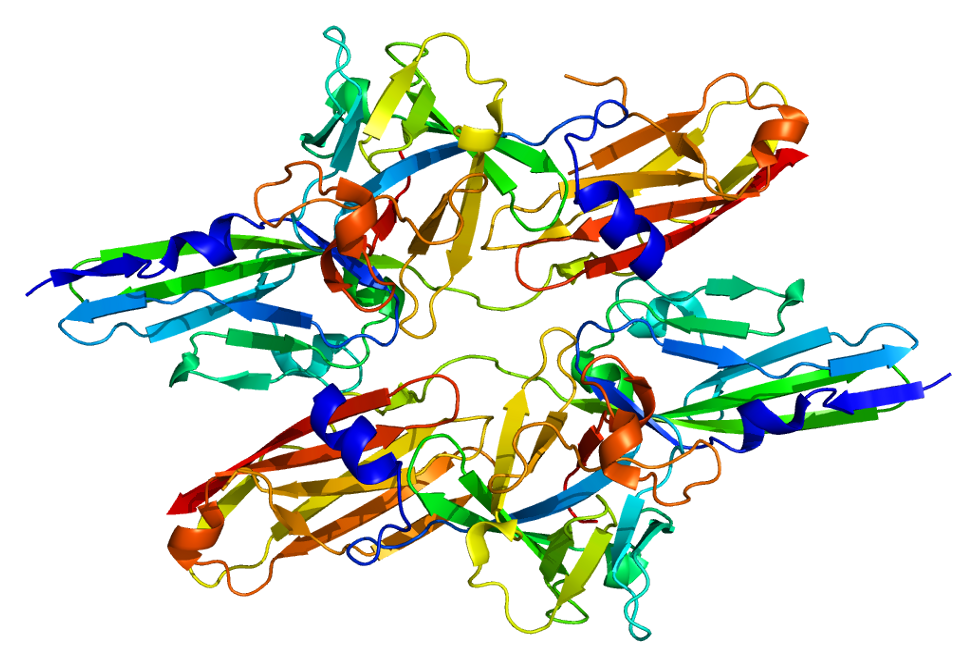
Struktura FGF8

Fibroblastový růstový faktor 8 (dále jen FGF8) je protein a růstový faktor patřící do rodiny fibroblastových růstových faktorů, je kódován genem fgf8.

## Fibroblastové růstové faktory
Tento růstový faktor řadíme mezi cytokiny – což jsou drobné proteinové molekuly, které vstupují do signalizačních drah a spouštějí specifický vývoj embrya. Exprimuje se také ve větší míře při růstu nádorů – poprvé byl FGF8 izolován z karcinomu prsu. U člověka je gen lokalizován na 10. chromozomu, jeho nepřítomnost je pro organismus letální. Lidský protein FGF8 je ve 100 % shodný s myším. Při různých experimentech na myších a kuřecích homologech se dokázalo, že je myší fgf8 exprimován v buňkách při vývoji CNS, obličeje (zubů), končetin, ledvin, v pohl. žlázách, je nezbytný pro gastrulaci a pravolevou axiální determinaci.
V případě fibroblastových růstových faktorů se jedná o parakrinní signalizaci. Faktory jsou produkovány do blízkého okolí b., působí tedy na krátkou vzdálenost, k indukci stačí malý počet parakrinních faktorů, a v závislosti na své koncentraci mohou indukovat různé geny. Spolu s FGF stejným způsobem komunikují HH, Wnt, TGFbeta).
Bílkovina FGF8 patří mezi fibroblastové růstové faktory. Tak jako jiné FGF, i FGF8 aktivuje soubory receptorů s tyrosinkinásovou aktivitou, tzv. receptory fibroblastových růstových faktorů, označované jako FGFR1 až FGFR4 a nacházejících se na povrchu buněk.